# إريك شميت (طيار)
إريك شميت (بالألمانية: Erich Schmidt)‏ هو طيار ألماني، ولد في 17 نوفمبر 1914 في نويهاوس أم رنفيغ في ألمانيا، وتوفي في 31 أغسطس 1941 في دوبنو في أوكرانيا بسبب قتل في المعركة.